# Venturia femorata
Venturia femorata är en stekelart som först beskrevs av Szepligeti 1910.  Venturia femorata ingår i släktet Venturia och familjen brokparasitsteklar. Inga underarter finns listade i Catalogue of Life.